# La Forêt de Chênebeau
 (avril 2025).
Motif : Absence de sources
- Archive Wikiwix
- Bing
- Cairn
- DuckDuckGo
- E. Universalis
- Gallica
- Google
- G. Books
- G. News
- G. Scholar
- Persée
- Qwant
- (zh) Baidu
- (ru) Yandex
- (wd) trouver des œuvres sur Wikidata

| 1. | Préciser le motif de la pose du bandeau. | Précisez le motif de la pose du bandeau en utilisant la syntaxe suivante : {{admissibilité à vérifier\|date=avril 2025\|motif=remplacez ce texte par le motif}}                            |
| 2. | Informer les utilisateurs concernés.     | Pensez à avertir le créateur de l'article, par exemple, en insérant le code ci-dessous sur sa page de discussion : {{subst:avertissement admissibilité à vérifier\|La Forêt de Chênebeau}} |

La Forêt de Chênebeau est une courte série de récits complets parus dans Pilote avec comme scénariste René Goscinny et Mic Delinx en tant que dessinateur.

## Intérêt de la série
Il s’agit de la seule réelle incursion de Goscinny dans une série purement animalière. On pense évidemment au Bois-Joli de Chlorophylle à ceci près que Goscinny rajoute à ce petit monde le personnage central de Feufollet, un lutin.
C’est pour l’auteur l’occasion de truffer ses dialogues de jeux de mots et mots d’esprit.
Ainsi un escargot demande : « J’arrive de Bourgogne. Vous ne connaitriez pas un terrain de camping par ici ? »
« Lahure, le sanglier [...] n’était pas un mauvais cheval, bien qu’un peu tête de lard. »

## Publication
La série reste inédite en album. Seul le dernier épisode est totalement en couleurs, les autres allient, selon les pages, couleur et bichromie.

### Pilote
1966
- no 333 : Sans titre (4 planches + couverture)
- no 335 : Le Rapt de Belledent (4 planches)
- no 338 : L'Inoubliable Promenade de Lagriffe (4 planches)
- no 343 : Bobo le cabot (4 planches)

1968
- no 456 : L'Enquête de l'inspecteur Bourru (4 planches)

Il s’agit d’une allusion au personnage du commissaire Bourrel, le héros des Cinq Dernières Minutes, série télévisée fort prisée à l’époque.